# Андреяшу-де-Жос
Андреяшу-де-Жос (рум. Andreiașu de Jos) — село у повіті Вранча в Румунії. Входить до складу комуни Андреяшу-де-Жос.
Село розташоване на відстані 157 км на північ від Бухареста, 28 км на захід від Фокшан, 100 км на захід від Галаца, 95 км на схід від Брашова.

## Населення
За даними перепису населення 2002 року у селі проживали 658 осіб, з них 657 осіб (99,8%) румунів. Усі жителі села рідною мовою назвали румунську.